# Acartus subinermis
Acartus subinermis är en skalbaggsart som beskrevs av Stefan von Breuning 1956. Acartus subinermis ingår i släktet Acartus och familjen långhorningar.
Artens utbredningsområde är Zimbabwe. Inga underarter finns listade i Catalogue of Life.